# Métrolinie 3bis (Paris)
| Karte |                      |                                    |                                    |
| Streckenlänge: | 1,3 km               |                                    |                                    |
| Spurweite: | 1435 mm (Normalspur) |                                    |                                    |
| |                      |                                    |                                    |
| Eröffnung: | 1971                 |                                    |                                    |
| Fahrgäste (täglich): | 4.500                |                                    |                                    |
| Stationen: | 4                    |                                    |                                    |
| \| \| \| ehem. Verbindungsgleis zur Linie 3 \| \| \| \| Gambetta \| \| \| \| Verbindungsgleis zur Linie 3 \| \| \| \| Pelleport \| \| \| \| Saint-Fargeau \| \| \| \| Voie navette zur Linie 7bis \| \| \| \| Porte des Lilas \| \| \| \| Porte des Lilas-Cinéma \| \| \| \| Wendeschleife \| \| \| \| Haxo \| |                      |                                    |                                    |
| U-Bahn-Strecke (außer Betrieb) (im Tunnel) |                      | ehem. Verbindungsgleis zur Linie 3 | ehem. Verbindungsgleis zur Linie 3 |
| U-Bahn-Kopfbahnhof Strecke bis hier außer Betrieb (im Tunnel) |                      | Gambetta                           | Gambetta                           |
| U-Bahn-Abzweig geradeaus und von rechts (im Tunnel) |                      | Verbindungsgleis zur Linie 3       | Verbindungsgleis zur Linie 3       |
| U-Bahn-Haltepunkt / Haltestelle (im Tunnel) |                      | Pelleport                          | Pelleport                          |
| U-Bahn-Haltepunkt / Haltestelle (im Tunnel) |                      | Saint-Fargeau                      | Saint-Fargeau                      |
| U-Bahn-Abzweig geradeaus und nach links (im Tunnel) · U-Bahn-Strecke von rechts (im Tunnel) |                      | Voie navette zur Linie 7bis        | Voie navette zur Linie 7bis        |
| U-Bahn-Bahnhof (im Tunnel) · U-Bahn-Strecke (im Tunnel) |                      | Porte des Lilas                    | Porte des Lilas                    |
| U-Bahn-Strecke (im Tunnel) · ehemaliger U-Bahn-Haltepunkt / Haltestelle (im Tunnel) |                      | Porte des Lilas-Cinéma             | Porte des Lilas-Cinéma             |
| U-Bahn-Betriebsstelle Streckenende (im Tunnel) · U-Bahn-Strecke (im Tunnel) |                      | Wendeschleife                      | Wendeschleife                      |
| ehemaliger U-Bahn-Haltepunkt / Haltestelle (im Tunnel) |                      | Haxo                               | Haxo                               |

Die Linie 3bis der Pariser Métro ist mit vier Stationen die kürzeste Linie des Pariser U-Bahn-Netzes. Sie wurde am 27. November 1921 eröffnet und ist nur 1,3 Kilometer lang. Bis zum 2. April 1971 war die Strecke zwischen den U-Bahnhöfen Gambetta und Porte des Lilas der nordöstliche Endabschnitt der Linie 3. Ab jenem Tag wurde die Linie 3 von Gambetta nach Gallieni geführt, der alte Endabschnitt wurde zur Linie 3bis. Sie verläuft komplett unter der Avenue Gambetta im 20. Arrondissement im Osten von Paris und verbindet die Linien 3 und 11. Die lateinische Zusatzbezeichnung bis weist dabei auf eine Ergänzungslinie zur regulären Linie 3 hin, die Bezeichnung 3bis entspricht dem deutschen „3a“.
Die Strecke verfügt über Gleisverbindungen mit der Linie 7bis über die Betriebsstrecken „Voie navette“ zwischen den Stationen Porte des Lilas und Pré-Saint-Gervais und „Voie des Fêtes“ zwischen Porte des Lilas und Place des Fêtes. An ihrem südlichen Ende wurde das ehemalige Streckengleis in Richtung Porte des Lilas zum Betriebsgleis, das die Verbindung zur Linie 3 herstellt.

## Geschichte

Gleisplan des Endbahnhofs Porte des Lilas und angrenzender Strecken

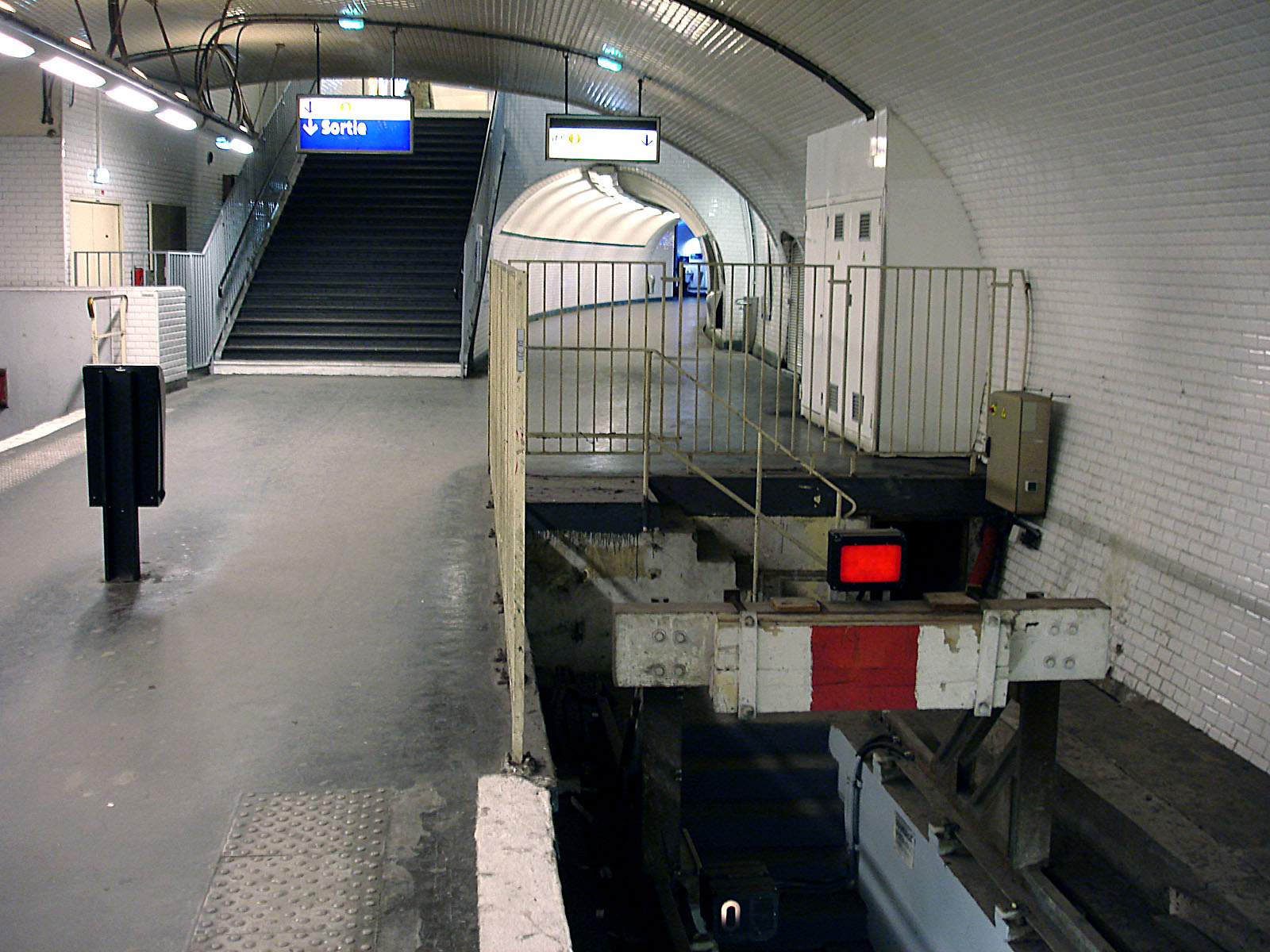
Endbahnhof Gambetta und Umsteigetunnel (ehemaliger Streckentunnel) zur Linie 3

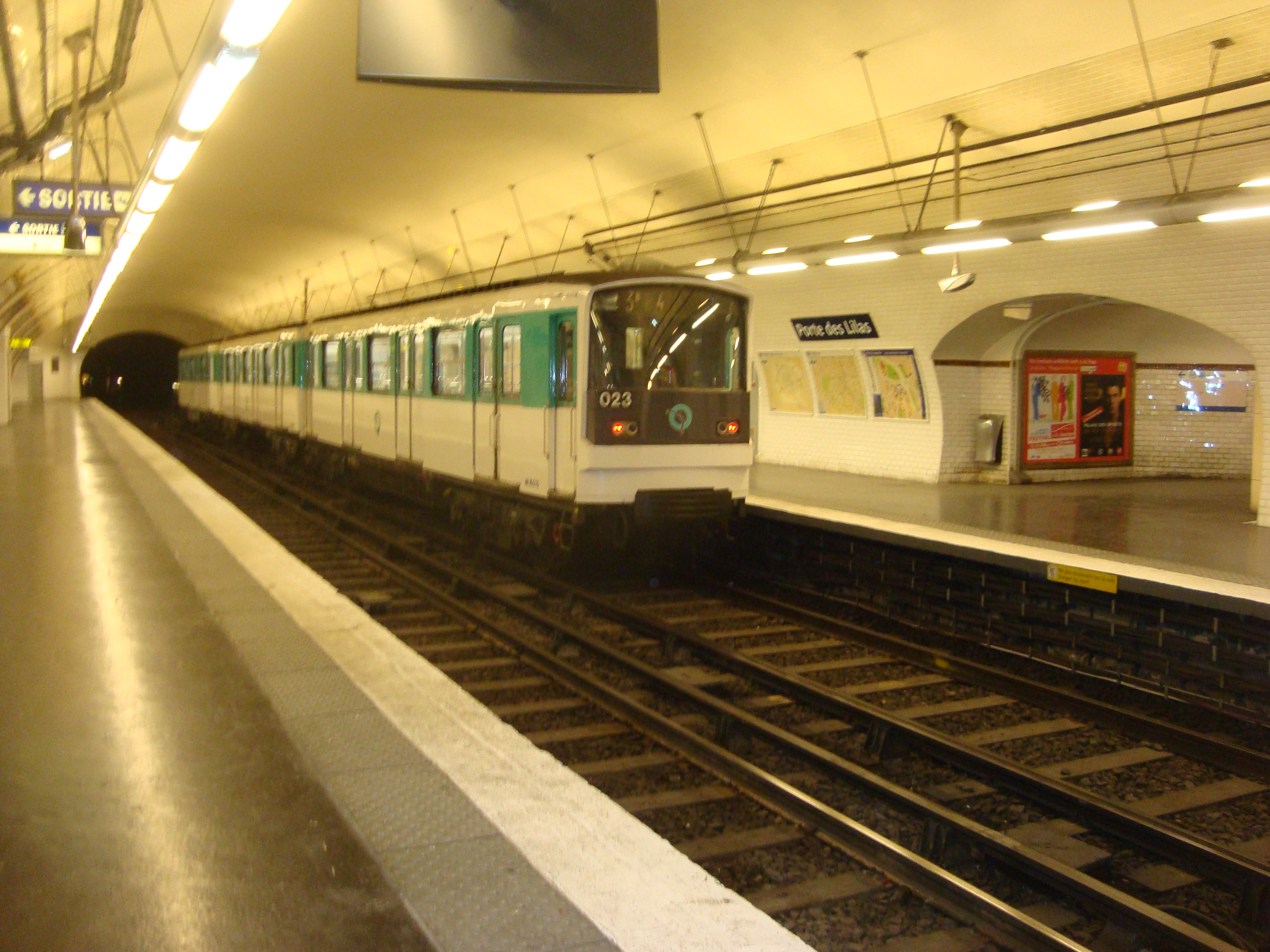
Station Porte des Lilas A mit einem Zug der Baureihe MF 67

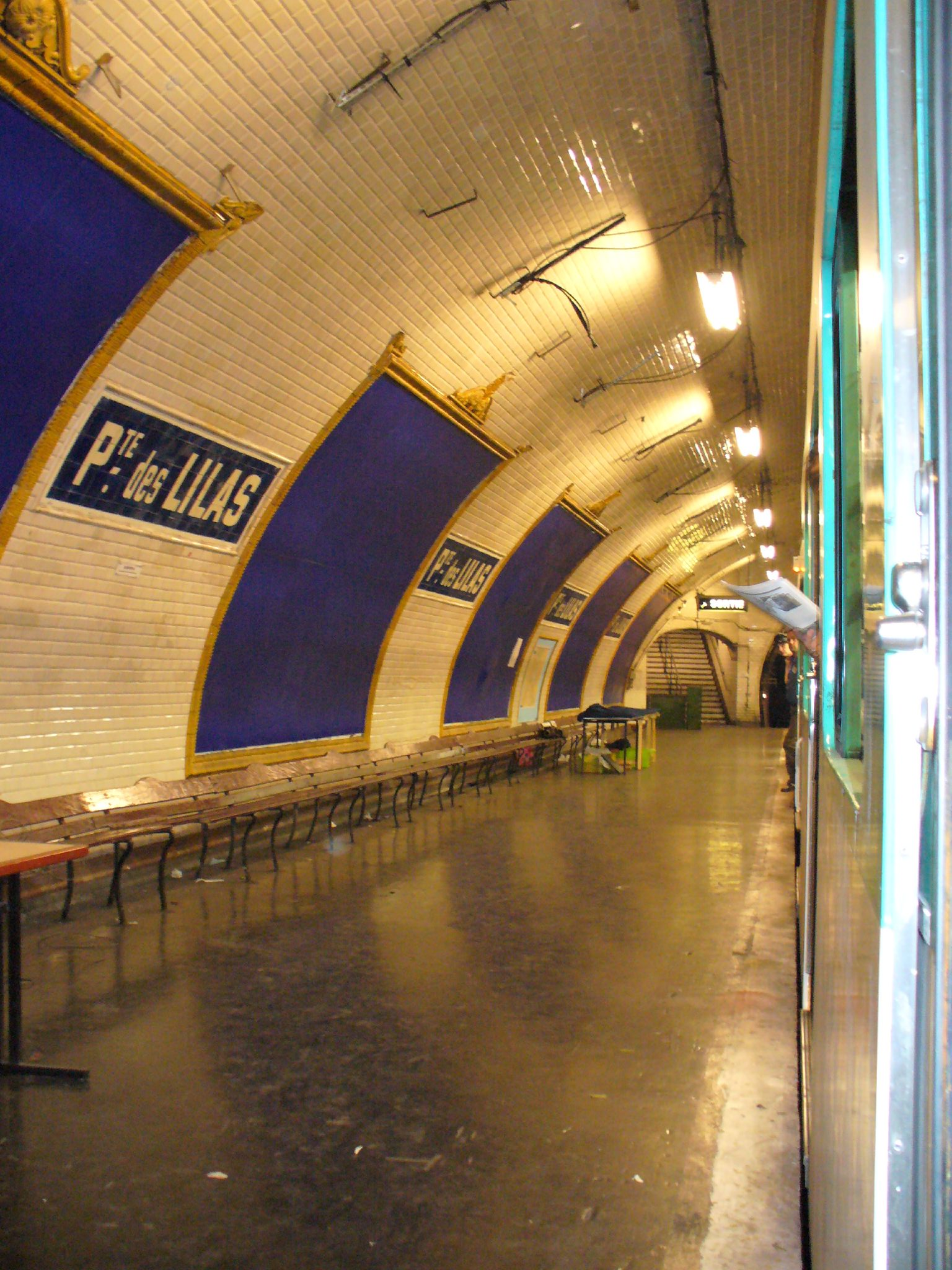
Bahnsteig der stillgelegten Station Porte des Lilas B (Porte des Lilas – Cinéma)

Der südliche Endpunkt der Linie 3bis ging bereits am 25. Januar 1905 in Betrieb, als die Linie 3 von Père Lachaise bis Gambetta verlängert wurde. Der U-Bahnhof Gambetta bestand aus einer zweigleisigen Ankunftstation mit einem Mittelbahnsteig und einer ebensolchen Abfahrtstation, die beide innerhalb einer Endschleife lagen. Deren Tunnel ist nach wie vor vorhanden. Er wird aber nicht mehr für Schleifenfahrten genutzt, die entsprechenden Weichenverbindungen wurden abgebaut.
Für die 1921 eröffnete Verlängerung bis Porte des Lilas wurde von der Endschleife aus ein kurzer eingleisiger Tunnel zur neuen Strecke errichtet. Die Züge in Richtung Porte des Lilas hielten weiterhin am ehemaligen Ankunft-, die in der Gegenrichtung am vormaligen Abfahrtbahnsteig. Über die Zwischenstationen Pelleport und Saint-Fargeau erreichten die von Gambetta kommenden Züge die Endstation Porte des Lilas A und wendeten in einer nachfolgenden Schleife.
In unmittelbarer Nähe entstand der U-Bahnhof Porte des Lilas B, der für den durchgehenden Verkehr zur heutigen Linie 7bis gebaut wurde. Dazu kam es aber nicht, stattdessen verkehrte ein Pendelzug (fr: navette) über die „Voie navette“ zur Station Pré-Saint-Gervais. Im Zuge der Mobilmachung zu Beginn des Zweiten Weltkriegs wurde diese Betriebsform am 3. September 1939 aufgegeben, seitdem ist die Station B für Fahrgäste geschlossen. Anfang der 1950er Jahre diente die „Voie navette“ mit der Station B für die Erprobung des gummibereiften Protoypfahrzeugs MP 51. Wiederholt wurde die Station B für Filmaufnahmen genutzt und wird deshalb auch als „Porte des Lilas - Cinéma“ bezeichnet.
Mit der Umwandlung in die eigenständige Linie 3bis wurde die ehemalige Abfahrtstation des U-Bahnhofs Gambetta zu deren südlichem Endpunkt. Dort liegen nun zwei Stumpfgleise am Mittelbahnsteig, der folgende Streckentunnel wurde zur Fußgängerpassage für Umsteiger zur Linie 3.

## Fahrzeuge
Auf der Linie 3bis verkehren konventionelle Fahrzeuge, die Bauart Sprague-Thomson wurde 1981 von der Baureihe MF 67 abgelöst. Diese Züge sind im Jahr 2017 nach wie vor auf der Linie im Einsatz.

## Betriebszeiten und Takt

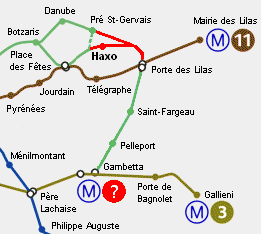
Geplante Verbindung der Linien und

Die Fahrzeit auf der Linie beträgt lediglich vier Minuten. Wie die anderen Linien der Metro hat die Linie ihre erste Fahrt nach 5:30 Uhr (5:27 ab Porte des Lilas und 5:32 Uhr ab Gambetta); die letzte Fahrt um 1:04 ab Porte des Lilas und um 1:11 Uhr ab Gambetta, in den Wochenendnächten und vor Feiertagen um 2:05 und um 2:11 Uhr. Die Taktfrequenz beträgt 3 bis 5 Minuten tagsüber und 8 bis 9 Minuten am Abend. Sonntags morgens fährt sie alle 6 bis 8 Minuten, und alle 10 Minuten nachts nach 0:30 Uhr bzw. nach 1:15 Uhr in den Nächten mit Nachtverkehr.

## Planungen
Seit längerem gibt es Pläne, die Linie 3bis mit der Linie 7bis zusammenzulegen. Diese Pläne wurden im September 2008 im Schéma directeur de la région Île-de-France veröffentlicht. Sie sehen die Nutzung der Gleisverbindungen mit der Linie 7bis über die Voie navette zwischen Pré-Saint-Gervais und Porte des Lilas und über die Voie des Fêtes zwischen den Stationen Place des Fêtes und Porte des Lilas vor. Die Linie würde dann voraussichtlich über Louis Blanc hinaus bis Château-Landon oder Magenta verlängert und würde so auch den Gare de l’Est anbinden. Zudem könnte dann in Fahrtrichtung Gambetta die Geisterstation Haxo eröffnet werden.